# Eurema hapale
Eurema hapale é uma borboleta da família Pieridae. Ela é encontradao no Sub-Saara, incluindo na Gâmbia, Guiné, Serra Leoa, Costa do Marfim, Nigéria, Camarões, Uganda, Quénia, Tanzânia, Zâmbia, Moçambique, no leste do Zimbábue, no norte de Botswana e Madagascar. O habitat natural desta borboleta consiste em áreas pantanosas em florestas e húmidas savanas.
As larvas alimentam-se de espécies Albizia.